# Syndipnus monticola
Syndipnus monticola är en stekelart som först beskrevs av Holmgren 1857.  Syndipnus monticola ingår i släktet Syndipnus, och familjen brokparasitsteklar. Arten är reproducerande i Sverige.